# Filipijnse eend
De Filipijnse eend (Anas luzonica) is een eend uit het geslacht Anas, die endemisch is voor de Filipijnen.
De lokale namen voor de Filipijnse eend zijn: Pato del Monte of Papan (Filipijns), Dumaras (Tagalog) of Kamasu of Gakit (in de Visayas)

## Algemeen
De Filipijnse eend is een vrij grote eendensoort die zo'n 51 centimeter lang kan worden, met een spanwijdte van zo'n 84 centimeter. De bovenkant, achterkant van de kop en een streep van de snavel via de ogen naar de nek zijn donkerbruin, terwijl de rest van de kop oranje tot roest kleurig is. De snavel is blauwachtig grijs en de ogen bruin. De bovenkant van deze soort is grijsachtig bruin, waarbij de romp en staart wat donkerder van kleur zijn. De borst en buik van de Filipijnse eend zijn ook grijsachtig bruin waarbij de borst veren vaak kaneelkleurige uiteinden hebben. De onderkant van de staart is donkerbruin. De poten zijn grijs. Beide geslachten hebben hetzelfde verenkleed.

## Verspreiding en leefgebied
De Filipijnse eend komt met uitzondering van de Sulu-eilanden in de hele Filipijnen voor in zoetwater, zoals meren, moerassen, rijstvelden en rivieren. 

## Voortplanting
De Filipijnse eend plant zich gedurende het hele jaar voort. Gewoonlijk leggen ze 8 tot 16 lichtgroene eieren per keer, die ongeveer 26 dagen worden bebroed. De eieren zijn vaalwit van kleur met een bruin tintje.

## Status
De grootte van de populatie wordt geschat op 5-10 duizend vogels. Op de Rode lijst van de IUCN heeft deze soort de status kwetsbaar.